# Etinol
Etinolul (denumit și hidroxiacetilenă) este un compus organic cu formula chimică C2H2O. Este un compus labil și tautomerizează la etenonă. La temperaturi scăzute, este posibilă reacția inversă de tautomerizare a etenonei la etinol, într-o matrice solidă de argon. Ca substanță chimică este un inol, având o grupă hidroxil legată de un atom de carbon implicat într-o legătură triplă.